# Fractie CVP/EVP/glp in de Bondsvergadering
De fractie van de CVP/EVP/glp (Duits: Fraktion CVP/EVP/PVL (CEg), Frans: Groupe PDC/PEV/PVL (CEg), Italiaans: Gruppo PPD/PEV/PVL (CEg)), is de christendemocratische fractie in de Zwitserse Bondsvergadering.
De fractie van de CVP/EVP/glp werd na de verkiezingen van 2007 gevormd.

## Fractie
De fractie van de CVP/EVP/glp telt 52 zetels in de Bondsvergadering en bestaat uit drie partijen:
- Christendemocratische Volkspartij CVP/PDC/PPD/PCD
- Evangelische Volkspartij EVP/PEV/PEV
- Groen-Liberale Partij GLP/PVL/PVL/PVL

## Positionering
De fractie van de CVP/EVP/glp is een christendemocratische en centrumgerichte fractie.

## Fractieleiding

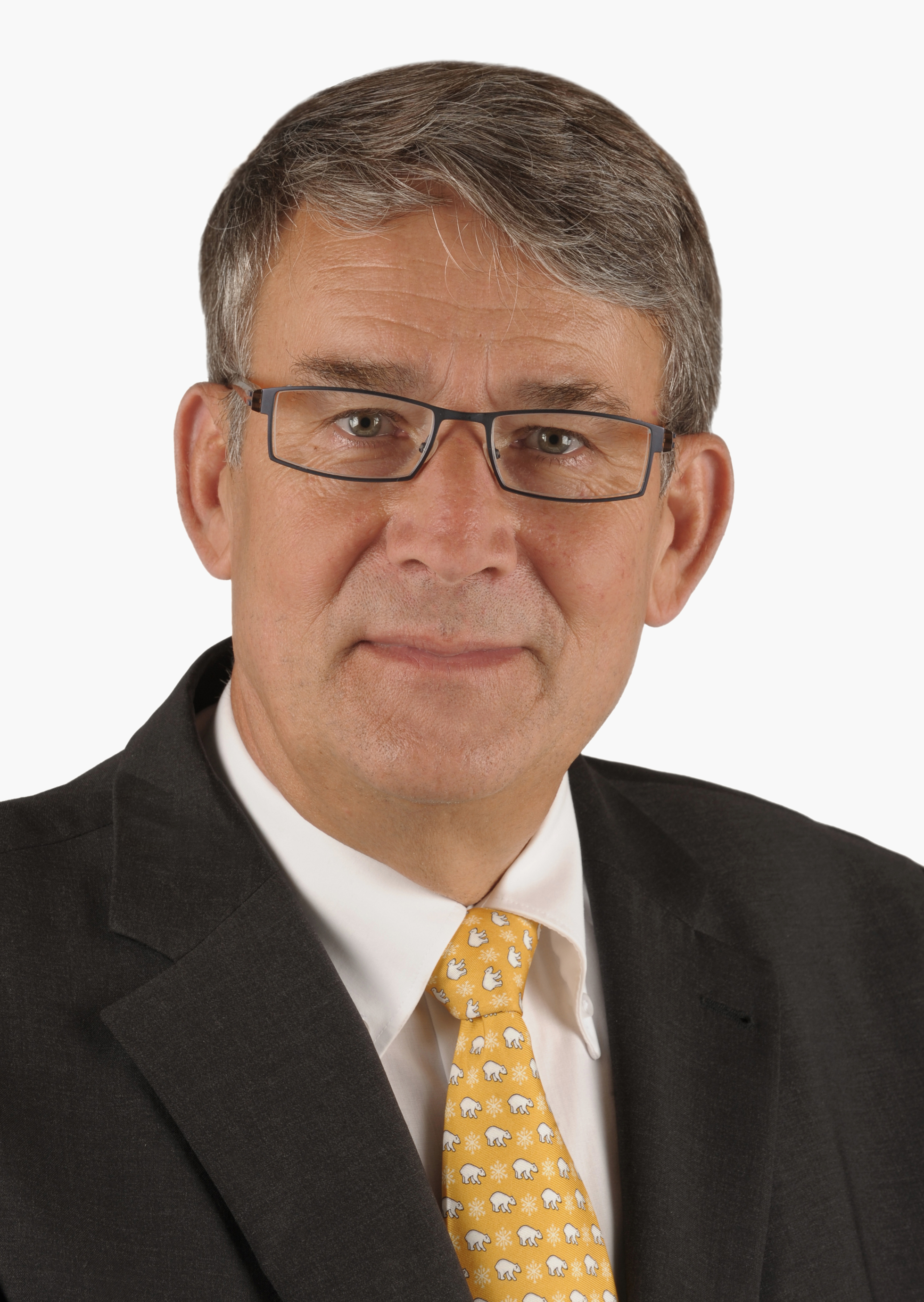
Urs Schwaller

De president van de fractie is Urs Schwaller (FR), lid van de Kantonsraad. Vicepresident is Brigitte Häberli (TG), die tevens fractievoorzitter van de CVP/EVP/glp in de Nationale Raad. Fractievoorzitter in de Kantonsraad is Thérèse Meyer (FR).

## Zetelverdeling
| Partij                            | Nationale Raad | Kantonsraad |
| --------------------------------- | -------------- | ----------- |
| Christendemocratische Volkspartij | 31             | 15          |
| Evangelische Volkspartij          | 2              | -           |
| Groen-Liberale Partij             | 3              | 1           |
| Totaal                            | 36             | 16          |